# Walchwil
Walchwil (toponimo tedesco) è un comune svizzero di 3 626 abitanti del Canton Zugo.

## Geografia fisica
Walchwil è affacciato sul lago di Zugo.

## Monumenti e luoghi d'interesse

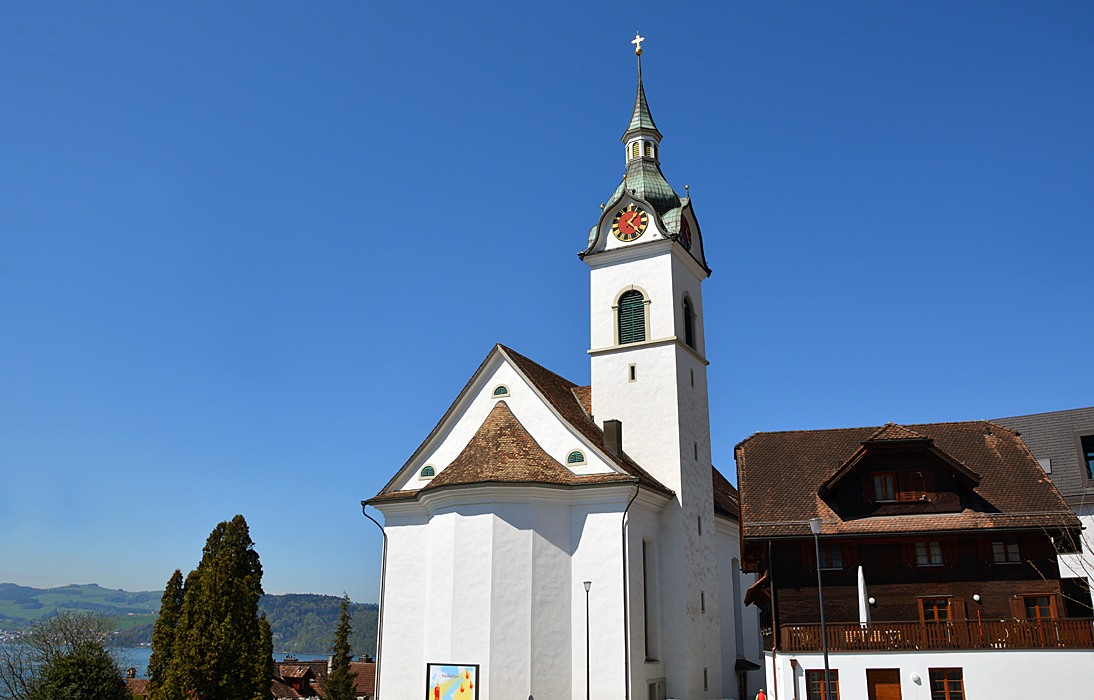
La chiesa di San Giovanni Battista

- Chiesa cattolica di San Giovanni Battista, eretta nel 1497[1].

## Società

### Evoluzione demografica
L'evoluzione demografica è riportata nella seguente tabella:
Abitanti censiti

## Infrastrutture e trasporti
Walchwil è servito dall'omonima stazione sulla ferrovia Zugo-Arth.

## Amministrazione
Ogni famiglia originaria del luogo fa parte del cosiddetto comune patriziale e ha la responsabilità della manutenzione di ogni bene ricadente all'interno dei confini del comune.